# Bjergmarken
Bjergmarken er et boligområde i det sydøstlige Holbæk med 512 lejemål og ca. cirka 850 indbyggere. Navnet stammer fra det bakkede landskab, hvor der førhen var agerjord.
|  | Denne artikel om lokaliteten Bjergmarken kan blive bedre, hvis der indsættes et (bedre) billede. Du kan hjælpe ved at afsøge Wikimedia Commons for et passende billede eller lægge et op på Wikimedia Commons med en af de tilladte licenser og indsætte det i artiklen. |

55°42′40″N 11°44′10″Ø / 55.711°N 11.736°Ø